# علی زندوکیلی
علی زندوکیلی (زادهٔ ۲۵ بهمن ۱۳۶۵) خواننده، نوازنده، آهنگساز، مدرس و کارشناس موسیقی اهل ایران است.

## زندگی
علی زندوکیلی در ۲۵ بهمن ۱۳۶۵ در خانواده‌ای دوازده نفره به عنوان فرزند هشتم و اولین پسر بعد از هفت دختر در شیراز به دنیا آمد. او دو برادر کوچک‌تر از خود نیز با نام‌های محمد و امین دارد. او فعالیت هنری خود را از هفت‌سالگی با نواختن تنبک و آواز آغاز کرد و در سال ۱۳۷۷ به هنرستان موسیقی شیراز وارد شد و نواختن سنتور و پیانو را آموخت. سال ۱۳۸۱ به هنرستان موسیقی تهران وارد و از همان هنرستان فارغ‌التحصیل شد. وی به همراه برادر خود، محمد زندوکیلی و میلاد ذبیحی گروهی را تحت عنوان زند بند تأسیس کرد. علاوه بر آن سابقه همکاری با گروه‌های دنگ شو، خموش، طلوع، نغمه کیمیا، شروند و گلبانگ را دارد و کنسرت‌هایی نیز به همراه این گروه‌ها برگزار کرده است.
از جمله کارهای شاخص وی می‌توان به تیتراژ مجموعه‌های دزد و پلیس (زبانم آتش)، پژمان (آخر قصه)، شاهگوش (زهره)، پادری، زیر پای مادر (آخرین رؤیا) و آقازاده (آخرین آواز) اشاره کرد.
او در زمستان ۱۳۹۲ آلبومی را تحت عنوان عبور از مه در سبک سنتی با اشعاری از حافظ، زهرا پناهی، حسین منزوی و وحشی بافقی در ۱۴ قطعه که آهنگساز، تنظیم کننده و نوازنده سنتور این اثر هامون بهرامی مقدم است منتشر کرد.
علی زندوکیلی در بهمن ۱۳۹۳ در اختتامیه جشنواره فیلم فجر به همراه مهران مدیری آهنگ‌های ناردونه و رفتی را به صورت زنده اجرا کرد که بسیار از این اجرای او استقبال شد.
علی زندوکیلی در سی‌امین جشنواره موسیقی فجر در شیراز در ۲۴ بهمن ماه ۱۳۹۳ به اجرای برنامه پرداخت.
در شامگاه بیست و دوم تیرماه ۹۶، کنسرت علی زندوکیلی در سالن بانک صادرات شهر خرم‌آباد با استقبال خوبی برگزار شد.
در طول برگزاری این کنسرت بود که وی اصالت خود را لر خواند و اعلام کرد پدرش لرستانی و اهل شهر پلدختر اما خودش متولد شیراز است.

## ترانه‌شناسی

### آلبوم‌ها
- میان تاریکی - ۱۳۹۰ (به همراه بابک غسالی)
- عبور از مه - ۱۳۹۲ (با هنرمندی آرش پوررحیمیان) (آهنگساز، تنظیم کننده و نوازنده سنتور: هامون بهرامی مقدم)
- دشت جنون - ۱۳۹۴
- همنشین درد - ۱۳۹۴
- یادی به رنگ امروز - ۱۳۹۴
- تماشای صبا - ۱۳۹۴
- چون رقص آب - ۱۳۹۴
- رؤیای بی تکرار - ۱۳۹۵

### تک آهنگ‌ها
- «لالایی» با شعری از افشین مقدم و آهنگسازی علیرضا افکاری
- «فصل زرد» به آهنگسازی علیرضا افکاری
- «گردش فروردین»
- «ستارخان»
- «باهار شیراز»
- «شهر حسود»
- «کنام شیران»
- «دنیای بی‌رحم»
- «روسری آبی»
- «گل سرخ»
- «پادری»[۶]
- «جاده شب»
- «بر باد رفته»
- «رفیق»
- «گل‌های شمعدانی»
- «باورم کن»
- «آخرین رؤیا»
- «آخر قصه» برای سریال پژمان
- «آخرین آواز» برای سریال آقازاده به آهنگسازی علیرضا افکاری
- «فصل پریشانی» برای سریال آقازاده به آهنگسازی علیرضا افکاری
- «نقاب» برای سریال آقازاده به آهنگسازی علیرضا افکاری
- «قرار من» به آهنگسازی محمد زندوکیلی و شعر حسین غیاثی[۷]
- «صنم»[۸]
- کوه قاف (با همراهی مهران مدیری)[۹]
- رقص سایه ها[۱۰]
- شگرد (ترانه: افشین مقدم، موزیک و تنظیم: میلاد پرقوه)

## حاشیه‌ها
زندوکیلی در روز چهارشنبه ۲۹ مرداد ماه ۱۳۹۹ ویدئویی از بغل کردن و ابراز علاقه به یک توله شیر در صفحه اینستاگرامش منتشر کرد که این پست اعتراض کاربران فضای مجازی را به همراه داشت. اما علت این اعتراض‌ها فقط جدا کردن توله شیر از مادرش نبود بلکه زندوکیلی با گفتن این جمله که می‌خواهد او را بزرگ کند، اعتراض برخی از هنرمندان و دوستداران حیات وحش را نیز برانگیخت.
در پی این اعتراضات علی زندوکیلی پستی که در صفحه اینستاگرامش به اشتراک گذاشته‌بود را حذف کرد و پستی دیگر را جایگزین کرد و در رابطه با آن ویدئو توضیح داد.
او در پستش نگهداری از بچه شیر را تکذیب کرد و گفت که آن بچه شیر فقط چند لحظه در آغوش او بوده و خیلی سریع به کنار پدر و مادرش برگشته و همه حرف‌هایش از سر عشق و علاقه به آن بچه شیر بوده و به شدت مخالف نگهداری حیوانات در منزل مسکونی است.

## جوایز
- برنده تندیس طلایی بهترین قطعه موسیقی تلفیقی و تجربی خارج از آلبوم با انتخاب مردم از سومین جشن سالانه موسیقی ما برای قطعه «ترش‌رو» به آهنگسازی گروه دارکوب و خوانندگی علی زندوکیلی.[۱۳]
- برنده تندیس طلایی قطعه برتر موسیقی تلفیقی و تجربی به انتخاب مردم برای قطعه «لالایی» از چهارمین جشن سالانه موسیقی ما

زندوکیلی بعد از دریافت جایزه‌اش گفت: «خوشحالم این قطعه با تلاش علیرضا افکاری، افشین مقدم، محمود شبیری، سپهر صاحبی و سعید زمانی توانست جایزه بهترین قطعه را دریافت کند»
- برنده تندیس طلایی قطعه برگزیده موسیقی تلفیقی و تجربی از نگاه مردم برای قطعه «باورم کن» از پنجمین جشن سالانه موسیقی ما

زندوکیلی پس از دریافت جایزه گفت: «از آهنگساز، ترانه‌سرا و تنظیم کننده کار ممنونم. به یاد پدرم، فرزند هنر باش نه فرزند پدر فرزند هنر زنده کند نام پدر»